# Ricardina e Marta
Ricardina e Marta é a primeira telenovela portuguesa de época, escrita por Ana Rita Martinho e Manuel Arouca. Esta novela da RTP foi adaptada de dois romance de Camilo Castelo Branco: "A Brasileira de Prazins" e "O Retrato de Ricardina".
A telenovela começou a ser emitida aos domingos, no horário das 19h, horário dependente dos filmes que a RTP exibia. Algum tempo depois, passou a ser emitida também aos sábados, pela mesma hora. Esta foi a primeira telenovela da RTP a ser exibida aos fins-de-semana, tendo a sua estreia ocorrido a 24 de setembro de 1989 e o último episódio emitido a 21 de abril de 1990. A telenovela estava programada para ter 120 episódios, mas acabou por ter menos trinta do que o previsto.

## A História
A acção ocorre em Portugal, no século XIX, e a sua história divide-se em dois períodos fundamentais. A primeira parte começa com a notícia da morte do Rei D. João VI, que vai intensificar os conflitos entre Liberais e Absolutistas, conflitos estes protagonizados pelos personagens da novela.
O Morgado de Espinho personifica o Absolutismo radical, enquanto que Silvestre Moniz da Fonte é a imagem das Ideias Liberais moderadas. A mocidade Liberal é também retratada por Bernardo Moniz e os seus irmãos e culmina com a revolta dos estudantes em 1828, levando Bernardo ao exílio. Ricardina era a sua paixão, filha do Morgado de Espinho, ela personifica o amor difícil mas triunfante e sem barreiras, que sobrevive a 15 anos de separação.
Marta, por outro lado, representa o amor derrotado. Apaixonada pelo herdeiro rico José Dias Vilalva, vê a sua felicidade destruída pela mãe deste que proíbe o casamento por não querer o seu filho casado com alguém de uma condição social inferior. A segunda parte da novela começa exactamente 15 anos depois, no ano de 1843, e dá-se o reencontro emotivo entre Ricardina e Bernardo. Marta acaba por casar com um tio do Brasil, por imposição de seu pai.

## Elenco
- André Maia - José Dias Vilalva
- António Anjos - Frei Roque
- Carlos Areia[9] - Zeferino
- Carlos Coelho - Simeão
- Carlos Gonçalves - Feliciano
- Carlos Quintas - Luís Pimentel
- Cristina Homem de Mello[10] - Vevinha
- Filipe Aguiar - procurador
- Filomena Gonçalves[11] - Ricardina
- Guilherme Filipe - António Moniz (Teólogo)[12]
- Henrique Santos - Sebastião Pimentel
- Jacinto Ramos - Leonardo Botelho de Queiroz (abade de Espinho)
- João Arouca - Adolfo Silveira dos Pombais[13][14]
- Jorge Gonçalves - Carlos Pimentel
- Jorge Sousa Costa - Juiz Joaquim Vilalva
- Laura Soveral - Dona Clementina
- Lena Coelho - Teresinha
- Linda Silva - Maria Dias Vilalva
- Luís Alberto[15] - Norberto Calvo
- Luís Esparteiro - Francisco Moniz
- Lurdes Norberto[8] - Dona Teresa
- Manuel Castro e Silva - Frazão
- Manuela Carona - Dona Honorata
- Manuela Marle[16] - Eugénia / Matilde
- Maria Cristina - Tia Rosa
- Maria José - Dona Clara
- Maria José Paschoal[17][18] - Marta
- Morais e Castro - Major Cristóvão Bezerra
- Rita Ribeiro - Libânia
- Rogério Paulo - Silvestre Moniz[8][19] -
- Tareka - Irmã Isabel
- Tozé Martinho[20] - Bernardo Moniz

## Elenco Adicional
- Adelaide João - Madre Superior
- António Martinho - Juanico
- Branco Alves - Bispo
- Carlos Ivo - Torcato Nunes (falso Visconde)
- Cila do Carmo - Celeste
- Cristina Amaral - Fernandinha
- Cristina Buero - freira (como Cristina Boero)
- Eduardo Viana - Gaspar
- Fátima Severino
- Gonçalo Ferreira - estudante
- Jaime Espadinha - torto
- José Raposo - Caixeiro Viajante
- Isabel Damatta - Albertina (como Isabel da Mata)
- João Ramalho - cavaleiro
- Leonela Moniz - Joaquina
- Luciano Dias - mordomo
- Luís Calvário - estudante
- Lourdes Lima - Mulher (como Lurdes Lima)
- Madalena Braga - madre superior
- Manuel Arouca - Domingos Reis
- Mário Tavares - conselheiro Albuquerque
- Nelo - estudante
- Paula Marcelo - Alzira (como Ana Paula Marcelo)
- Rita Martinho - Rita
- Rosa Villa - Bernardete
- Rosário Bettencourt - mulher idosa (velha II)
- Rui Sérgio - Couceiro
- Sérgio Silva - estudante
- Fernanda Montemor - Dona Efigénia
- Helena Laureano
- João Baião - Alexandre
- João Rodrigo - Frei Couto
- Ladislau Ferreira
- Luís Mata - Alferes
- Luís Mascarenhas - Melro
- Maria das Graças - Chica
- Natália de Sousa - Amélia
- Nuno Melo
- Rui Luís Brás - Osório
- Vítor de Sousa - Veríssimo (falso D. Miguel)

 Telenovelas da RTP1 

| Passerelle « anterior | Ricardina e Marta | seguinte » Cinzas |